# Média Francónia
Média Francónia (português europeu) ou Francônia (português brasileiro), ou Francónia (português europeu) ou Francônia Central (português brasileiro), (em alemão Mittelfranken) é uma região administrativa (Regierungsbezirke) da Alemanha, parte da antiga região da Francônia, sua capital é a cidade de Ansbach.

## Subdivisões administrativas
A região de Mittelfranken está dividida em sete distritos (kreise) e cinco cidades independentes (Kreisfreie Städte), que não pertencem a nenhum distrito.
- kreise (distritos):

1. Ansbach
2. Erlangen-Höchstadt
3. Fürth
4. Neustadt (Aisch)-Bad Windsheim
5. Terra de Nuremberga
6. Roth
7. Weißenburg-Gunzenhausen

- Kreisfreie Städte (cidades independentes):

1. Ansbach
2. Erlangen
3. Fürth
4. Nuremberga
5. Schwabach